# Colli Lanuvini
Il Colli Lanuvini è un vino DOC la cui produzione è consentita nella provincia di Roma.

## Caratteristiche organolettiche
- colore: giallo paglierino più o meno intenso.
- odore: vinoso, delicato e gradevole.
- sapore: secco o amabile, sapido di giusto corpo, armonico vellutato.

## Produzione
Provincia, stagione, volume in ettolitri
- Roma  (1990/91)  36089,0
- Roma  (1991/92)  23606,03
- Roma  (1992/93)  34790,44
- Roma  (1993/94)  33614,85
- Roma  (1994/95)  11305,0
- Roma  (1995/96)  27470,5